# Paulo Rogério Reis Silva
Paulo Rogério Reis Silva, mais conhecido como Somália (São Paulo, 10 de abril de 1984), é um ex-futebolista brasileiro que atuava como volante, meia ou ala. 

## Carreira
Somália iniciou-se no futebol atuando por clubes menores do estado de São Paulo. Foi pelo Bragantino, clube onde chegou em 2007, que o volante começou a chamar atenção pela pegada e gols marcados em chutes de fora da área.
O volante transferiu-se para o América de Natal em 2009 e, apesar da má campanha do clube na Série B daquele ano, conseguiu chamar a atenção dos responsáveis pelo futebol do Botafogo, clube que o contratou em 2010.
As boas atuações e a versatilidade renderam a Somália a renovação do contrato com Botafogo por mais cinco anos. O jogador vinha sendo assediado pelo Fluminense, o que fez com que a diretoria do Alvinegro carioca agilizasse o processo de compra de parte dos direitos federativos e econômicos junto a um grupo de investidores. Contratado no início do ano, o volante estava emprestado até o fim de 2010.
Em março de 2012, Somália foi contratado até o fim do ano pelo Ponte Preta, onde já poderá jogar na Copa do Brasil e Campeonato Brasileiro de 2012.
Em 18 de abril de 2012, Somália estreou pelo Ponte Preta contra o Atlético Goianiense em jogo válido pelo Copa do Brasil, onde a Ponte Preta foi classificada de fase.
Em 3 de dezembro de 2012, foi dispensado da Macaca, voltando assim para o Botafogo, que o havia emprestado pro time paulista, em uma partida pelo Campeonato Carioca contra o América, Somália viveu uma situação inusitada, o então técnico do Botafogo Joel Santana queria que o jogador saísse de campo, porém o jogador não o conseguia ouvir, então o mesmo proferiu palavrões ao jogador mandando-o siar de campo, todos do banco de reservas começaram a gritar para Somália sair e então ele finalmente foi substituído, aparentemente a relação dos 2 não ficou abalada depois disso. 
Em 15 de janeiro de 2013, foi contratado por empréstimo pelo Joinville Esporte Clube.
Sem espaço no clube catarinense, em 28 de agosto de 2013 foi confirmado o empréstimo do jogador ao ABC para a disputa do Campeonato Brasileiro.
Em maio de 2014 acertou com o CRB. e em 2015 passou a defender as cores do América do Rio. 

## Sequestro
No dia 5 de janeiro de 2011, o jogador prestou queixa na 16ª DP (Barra da Tijuca) de ter sofrido um sequestro relâmpago. Segundo seu depoimento, ele teria sido sequestrado por 2 horas, impedindo seu comparecimento ao treino no Botafogo FR. No dia 7 de janeiro de 2011, a polícia divulgou que as imagens do circuito interno de TV do prédio provam que ele estava em casa no momento do suposto crime. Ainda segundo a polícia, Somália teria forjado o sequestro para não ser multado por faltar ao treino.

## Títulos
Bragantino
- Brasileirão Série C: 2007

Botafogo
- Campeonato Carioca: 2010

CRB
- Campeonato Alagoano: 2016

### Outras conquistas
Botafogo
- Taça Guanabara: 2010
- Taça Rio: 2010